# Ellen Kuzwayo
Nnoseng Ellen Kate Kuzwayo (* 29. Juni 1914 in Thaba Nchu; † 19. April 2006 in Soweto; geboren als Nnoseng Ellen Kate Serasengwe; auch Ma K genannt) war eine Sozialarbeiterin, Frauenrechtlerin, Schriftstellerin, Schauspielerin und Politikerin in Südafrika. Sie war 1944 Mitbegründerin der ANC Youth League. Für ihre 1985 erschienene Autobiografie Call Me Woman (deutsch als Mein Leben) erhielt sie als erster Schwarzer den südafrikanischen CNA Literary Award.

## Leben
Kuzwayo wuchs als Einzelkind auf. Sowohl ihr Großvater Jeremiah Makgothi als auch ihr Vater, Philip S. Merafe, waren politisch aktive Personen. Makgothi war Sekretär des South African Native National Congress im Oranje-Freistaat, Mefare aktives Mitglied des African National Congress (ANC).
Kuzwayo besuchte eine Schule, die Makgothi auf seiner Farm in Thaba Patchoa errichtet hatte, etwa 20 Kilometer von Tweespruit im Oranje-Freistaat entfernt. Anschließend wurde sie drei Jahre am Adams College in Amanzimtoti sowie ein Jahr am Lovedale-Institut für das Lehramt an einer weiterführenden Schule ausgebildet. 1936 bestand sie ihr Abschlussexamen. 1944 gehörte sie neben Politikern wie Nelson Mandela und Walter Sisulu zu den Mitbegründern der ANC Youth League, wo sie als Secretary mitwirkte. 1951 trat sie in der Verfilmung des Alan-Paton-Romans Cry the Beloved Country in einer Nebenrolle als Leiterin einer Shebeen auf. 1952 beendete sie wegen der Repressionen der Apartheid-Regierung ihre Lehrtätigkeit und ließ sich bis 1955 zur Sozialarbeiterin ausbilden. Fortan war sie in diesem Beruf tätig, vor allem in der Frauenarbeit. Sie wurde auch als Ma K bekannt. 1964 wurde sie Generalsekretärin der Sektion Transvaal des YMCA. Sie gehörte 1976/1977 – als einzige Frau – zum oppositionellen Soweto Committee of Ten und wurde deswegen kurz nach dem Schüler- und Studentenaufstand fünf Monate in Haft genommen.
1983 erlangte sie an der Witwatersrand-Universität ein Higher Diploma in Sozialarbeit, im Folgejahr erhielt sie als erste schwarze Südafrikanerin die Ehrendoktorwürde derselben Universität. 1985 veröffentlichte sie ihre Autobiografie, Mein Leben, die mit dem renommierten CNA Literary Award ausgezeichnet wurde und in sechs europäischen Sprachen erschien. 1990 erschien Sit Up and Listen, eine Sammlung von Kurzgeschichten, die im Stil der mündlichen Überlieferung geschrieben sind.
Der Dokumentarfilm Tshiamelo – A Place of Goodness (etwa: „Tshiamelo – ein Ort des Guten“) handelt von der Farm in Thaba Patchoa, die die Familie in den 1970er Jahren wegen der Apartheidgesetze verlassen musste. Kuzwayo spielt darin die Hauptrolle.
Ellen Kuzwayo wurde in die Anthologie Daughters of Africa aufgenommen, die 1992 von Margaret Busby in London und New York herausgegeben wurde.
1994 wurde sie im Zuge der ersten Wahlen nach dem Ende der Apartheid für den ANC in das Parlament gewählt. Sie gehörte dem Parlament bis 1999 an. Sie erhielt weitere Ehrendoktorwürden der Universität von Natal (1996) und Universität Port Elizabeth. 1999 wurde sie mit dem Order for Meritorious Service in Silber ausgezeichnet.
Kuzwayo hatte drei Söhne. Sie war zweimal verheiratet. Ihr erster Ehemann schlug sie, so dass sie ihn verließ. Ihr zweiter Ehemann war Godfrey Kuzwayo. Im Jahre 2006 starb sie an den Folgen ihres Diabetes mellitus.

## Werke

### Bücher
- The role of the African woman in towns. South African Institute of Race Relations, 1960.
- Call Me Woman. The Women’s Press, London 1985, ISBN 1-879960-09-5.
  - Mein Leben. Sub-Rosa Frauenverlag, Berlin 1985, ISBN 3-922166-18-0.
- Sit Up and Listen. 1990.
- African Wisdom. Cape Town 1998.

### Filme
- Tshiamelo – A Place of Goodness. Dokumentarfilm.